# Бларикум
Бларікум (нід. — Blaricum) — місто та муніципалітет у нідерландській провінції Північна Голландія. муніципалітет має 12 486 жителів (31 січня 2023, джерело: CBS) і має площу 15,56 км².
Перша згадка про Бларікум в архівах відноситься до доктора A.J.C. de Vrankrijker 1343 р. Місце тоді називалося Blarichem. Ім'я можна пояснити складом особистого імені Bladheri, з суфіксом -inga і словом heme (місце проживання). Географічні словники також подають назви Blaercom, Blarikom і Blaren для позначення села.